# Goniopora tenuidens
Goniopora tenuidens là một loài san hô trong họ Poritidae. Loài này được Quelch mô tả khoa học năm 1886.